# Alexandre Camarasa
Pour les articles homonymes, voir Camarasa (homonymie).
Alexandre Camarasa (né le 10 juin 1987 à Marseille) est un joueur français de water-polo.

## Biographie
Il évolue pendant toute sa carrière en club au Cercle des nageurs de Marseille avec lequel il est champion de France à neuf reprises (2008, 2009, 2010, 2011, 2013, 2015, 2016 2017 et 2021), vainqueur de la LEN Euro Cup en 2019 ainsi que de cinq Coupes de France (2009, 2010, 2011, 2012 et 2013) et deux Coupes de la Ligue (2015 et 2018).  
Il est aussi membre de l'équipe de France masculine de water-polo, étant notamment le capitaine lors des Jeux olympiques d'été de 2016 à Rio de Janeiro.
Il met un terme à sa carrière de joueur de water-polo en 2021.

## Décoration
- Médaille de la jeunesse, des sports et de l'engagement associatif, bronze (2025)[3].